# Théorème binomial d'Abel
Pour les articles homonymes, voir Théorème d'Abel.
En mathématiques, et plus précisément en algèbre, le théorème binomial d'Abel, dû à Niels Henrik Abel, est l'identité polynomiale suivante,,, valide pour tout entier naturel {\displaystyle n} :
Quand on l'évalue en {\displaystyle z=0}, on retrouve la formule du binôme de Newton, et pour {\displaystyle x=-y}, on retrouve que la différence finie {\displaystyle \Delta _{z}^{n}[y^{n-1}]} est nulle.

## Variantes
- La variante
{\displaystyle \sum _{k=0}^{n}{\binom {n}{k}}(x+k)^{k-1}(y-k)^{n-k}={\frac {(x+y)^{n}}{x}}}
est le cas particulier {\displaystyle z=-1} du théorème.
Réciproquement, quand on remplace {\displaystyle x} par {\displaystyle -{\frac {x}{z}}} et {\displaystyle y} par {\displaystyle -{\frac {y}{z}}}, on retrouve le cas général.
- En remplaçant {\displaystyle y} par {\displaystyle y+n}, on déduit de cette première variante[4] :
{\displaystyle \sum _{k=0}^{n}{\binom {n}{k}}(x+k)^{k-1}(y+n-k)^{n-k}={\frac {(x+y+n)^{n}}{x}}}.
Réciproquement, la première variante se déduit de la deuxième en remplaçant {\displaystyle y} par {\displaystyle y-n}.
On peut de même remplacer {\displaystyle y} par {\displaystyle y-nz} dans le théorème.
- On peut bien sûr remplacer {\displaystyle z} par {\displaystyle -z} dans le théorème. Ceci, précédé d'un remplacement de {\displaystyle y} par {\displaystyle y-nz}, donne comme théorème équivalent[5] :
{\displaystyle \sum _{k=0}^{n}{\binom {n}{k}}(x+kz)^{k-1}\left(y+(n-k)z\right)^{n-k}={\frac {(x+y+nz)^{n}}{x}}}.
- En effectuant le changement d'indice {\displaystyle j=n-k} dans le théorème et ses variantes, on en trouve de nouvelles. Par exemple, la deuxième variante ci-dessus devient[6] :
{\displaystyle \sum _{k=0}^{n}{\binom {n}{k}}(x+n-k)^{n-k-1}(y+k)^{k}={\frac {(x+y+n)^{n}}{x}}}.
- Il est également possible de déduire la variante suivante[7] :
{\displaystyle \sum _{k=0}^{n}{\binom {n}{k}}(x+k)^{k-1}(n-k+y)^{n-k-1}={\frac {x+y}{xy}}(x+y+n)^{n-1}}.

## Exemple
Vérifions la première variante dans le cas {\displaystyle n=2}.
{\displaystyle {\begin{aligned}\quad {\binom {2}{0}}x^{-1}y^{2}+{\binom {2}{1}}(x+1)^{0}(y-1)^{1}+{\binom {2}{2}}(x+2)^{1}(y-2)^{0}&={\frac {y^{2}}{x}}+2(y-1)+x+2\\&={\frac {y^{2}}{x}}+2y+x\\&={\frac {(x+y)^{2}}{x}}.\end{aligned}}}

## Démonstration
Considérons les polynômes (à coefficients dans {\displaystyle \mathbb {Z} [X]})
et démontrons, par récurrence sur {\displaystyle n}, que {\displaystyle P_{n}=Q_{n}} pour tout {\displaystyle n\in \mathbb {N} }.
- On a bien {\displaystyle P_{0}=1=Q_{0}}.
- Supposons que pour un certain {\displaystyle n>0}, {\displaystyle P_{n-1}=Q_{n-1}}. Alors, les polynômes dérivés de {\displaystyle P_{n}} et {\displaystyle Q_{n}} sont égaux car{\displaystyle P'_{n}=nP_{n-1}=nQ_{n-1}=Q'_{n}}.Par ailleurs, {\displaystyle P_{n}(-X)=X\Delta _{1}^{n}[X^{n-1}]=0=Q_{n}(-X)}. Par conséquent, {\displaystyle P_{n}=Q_{n}.\quad \Box }